# Chrysotrichia badhami
Chrysotrichia badhami är en nattsländeart som beskrevs av Schmid 1960. Chrysotrichia badhami ingår i släktet Chrysotrichia och familjen smånattsländor. Inga underarter finns listade i Catalogue of Life.